# Johann Mösenbichler

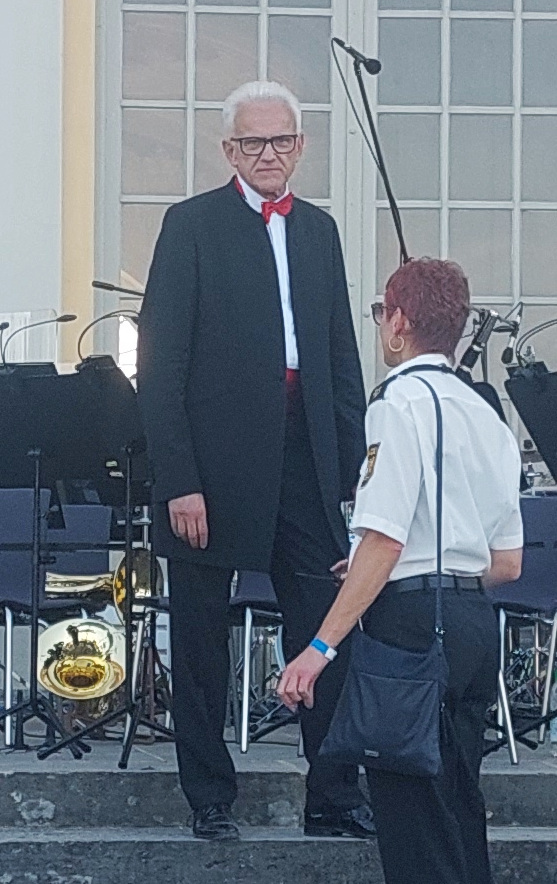
Johann Mösenbichler als Dirigent des Polizeiorchesters Bayern, 2024

Johann Mösenbichler (* 5. September 1959 in Eberschwang) ist ein österreichischer Musiker und Dirigent. Seit 2006 ist er Chefdirigent des Polizeiorchesters Bayern und seit 2018 Generalmusikdirektor der Bayerischen Polizei.

## Leben
Mösenbichler studierte an der Musikhochschule Wien und am Bruckner-Konservatorium in Linz Klarinette bei Karl M. Kubizek, Saxophon bei Oto Vrhovnik und Dirigieren bei Norbert Heinel. Nach dem Studium erarbeitete er die Konzeption zur Ausbildung der Blasorchesterdirigenten am Bruckner-Konservatorium.
Seine Konzertauftritte als Gastdirigent, sowie die umfassende Vortrags-, Lehr- und Jurorentätigkeiten bei Seminaren, Workshops und Wettbewerben führten ihn nach Deutschland, Japan, Tschechien, Ungarn und Amerika. Im Oberösterreichischen Blasmusikverband war Mösenbichler ab 1989 als Bezirkskapellmeister von Ried/I. und ab 1991 als stellvertretender Landeskapellmeister tätig. 1996 wurde er zum Generalverantwortlichen des International Youth Wind Orchestra der WASBE ernannt. Seit 1997 ist er Direktoriumsmitglied der Mid Europe in Schladming.
1998 erhielt Mösenbichler den FAME-AWARD für herausragende Leistungen in der Interpretation zeitgenössischer Musik.  Die oberösterreichische Landesregierung verlieh ihm den Titel Konsulent für Musikpflege. 1999 erhielt er den Berufstitel Professor am Bruckner-Konservatorium.
Mösenbichler unterrichtet am Bruckner-Konservatorium in Linz das Fach Blasorchesterleitung und ist Lehrbeauftragter an der Universität für Musik und darstellende Kunst in Wien für das Symphonische Universitätsorchester.
Auch Johann Mösenbichlers Tochter, Verena Mösenbichler-Bryant, ist als Musikpädagogin und Blasmusikdirigentin tätig. Sie lehrt an der Duke University in den USA. Dort dirigiert sie die Duke University Wind Symphony und das Durham Medical Orchestra. Außerdem leitet sie die Eifelphilharmonie und das Schwäbische Jugendblasorchester.

## Tonträger
- Cantica (De Haske Musikverlag)
- Old and New (HeBu Musikverlag; 2003)
- Jekyll and Hyde (HeBu Musikverlag; 2008)